# Río Huenchullami
El Río Huenchullami es un curso natural de agua de la Región del Maule que nace en la confluencia de los esteros Coipué y Loma Blanca a unos 14 km de su desembocadura en el océano Pacífico y drena una hoya de 730 km².
Según Francisco Solano Asta-Buruaga y Cienfuegos  este río es conocido por varios nombres: riachuelo de Livún y sucesivamente los de estero de Batuco y por último estero  Coipué. 

## Trayecto
Su afluente principal es el estero Coipué que nace de la contribución del estero Tabunco, que viene del norte y del estero Colorado que proviene del sur. Ambos nacen en las estribaciones ponientes de la Cordillera de la Costa.
Los mapas de Luis Risopatrón de 1910 (Mapa de Talca y Chillán) y el de Enrique Espinoza de 1903 (Provincia de Talca) contienen un río "Batuco" que llega hasta el mar.

## Régimen y caudal
Su régimen es pluvial con crecidas en invierno.
En un estudio del año 2003 encargado por la Comisión Nacional de Riego, se estimaron los caudales de este río extrapolando las precipitaciones, escorrentía y caractreísticas del suelo desde otras cuencas cercanas y semejantes a la de este río. Este método ha dado resultados satisfactorios en otras cuencas del litoral carentes de estaciones fluviométricas.: 3–10 

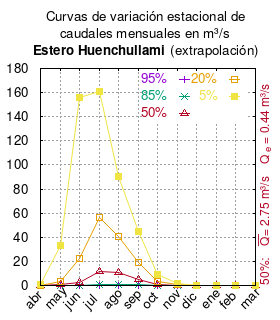
Curvas de variación estacional del estero Huenchullami. Estos caudales no han sido medidos en un aforo sino calculados extrapolando precipitaciones, escorrentía y superficies de drenaje de cuencas cercanas a la del Huenchullami.

El caudal del río (en un lugar fijo) varía en el tiempo, por lo que existen varias formas de representarlo. Una de ellas son las curvas de variación estacional que, tras largos periodos de mediciones, predicen estadísticamente el caudal mínimo que lleva el río con una probabilidad dada, llamada probabilidad de excedencia. La curva de color rojo ocre (con {\displaystyle {\color {Red}\vartriangle }}) muestra los caudales mensuales con probabilidad de excedencia de un 50%. Esto quiere decir que ese mes se han medido igual cantidad de caudales mayores que caudales menores a esa cantidad. Eso es la mediana (estadística), que se denota Qe, de la serie de caudales de ese mes. La media (estadística) es el promedio matemático de los caudales de ese mes y se denota {\displaystyle {\overline {Q}}}. 
Una vez calculados para cada mes, ambos valores son calculados para todo el año y pueden ser leídos en la columna vertical al lado derecho del diagrama. El significado de la probabilidad de excedencia del 5% es que, estadísticamente, el caudal es mayor solo una vez cada 20 años, el de 10% una vez cada 10 años, el de 20% una vez cada 5 años, el de 85% quince veces cada 16 años y la de 95% diecisiete veces cada 18 años. Dicho de otra forma, el 5% es el caudal de años extremadamente lluviosos, el 95% es el caudal de años extremadamente secos. De la estación de las crecidas puede deducirse si el caudal depende de las lluvias (mayo-julio) o del derretimiento de las nieves (septiembre-enero).

## Historia
La historia de la Guerra de Arauco recuerda la Batalla de Mataquito que se realizó al sur del río Mataquito aunque se desconoce el lugar exacto.
En algún lugar cercano a la desembocadura del Huenchullami se hundió el navío Nuestra Señora del Buen Consejo y San Leopoldo (1743), más conocido quizás como "El Oriflama", después de una dramática odisea.
Francisco Solano Asta-Buruaga y Cienfuegos escribió en 1899 en su Diccionario Geográfico de la República de Chile sobre el río:
Huenchulllamí.-—Río del departamento de Curepto que tiene origen en la vertiente occidental de las alturas montuosas de la parte al O. de la aldea de Pencahue de Talca. Toma al principio el nombre de riachuelo de Livún y sucesivamente los de Batuco, Coipué, &g., de los valles por donde pasa, y por donde recibe el riachuelo de Gualleco y otras cortas corrientes de agua que siguen aumentado su caudal durante su curso en dirección hacia NO. que generalmente lleva, y va á terminar en la costa del Pacífico á unos siete kilómetros al S. de la boca del Mataquito y diez hacia el N. de la aldea de Putú; derramándose entre las dunas y formando especialmente la laguna de la Trinchera, cuyo desagüe al mar cierran en verano esos movedizos montecillos de arena. En su parte inferior corre con menos desnivel que en la superior y aún se hacen estantías por las inmediaciones de Chanquiuque y del caserío de su mismo título Huenchullamí. Este fue un antiguo asiento de reducción de indios; está situado en la margen norte del río como cinco kilómetros más arriba de la Trinchera, á 20 hacia el SO. de la villa de Curepto y 10 al N. de la aldea de Putú, y contiene una capilla, unos pocos habitantes y contornos de fértiles terrenos. Frente á la desembocadura de este río se perdió el 25 de julio de 1770 el navío español «Oriflama», procedente de Cádiz y cargado de ricas mercaderías; sus restos se descubrían aún hasta estos últimos tiempos durante las resacas de bajamar.
Luis Risopatrón los describe en su Diccionario Jeográfico de Chile/H#Huenchullami de 1924:
Huenchullamí (Rio) 35° 08' 72° 16'. De corto caudal, nace en la laguna de El Toro, al pié de los cerros de El Roble, corre hácia el W i después de un corto curso, se vácia en la costa de aquel nombre, no lejos hácia el N de la desembocadura del rio Maule; frente a la boca del rio de ese nombre, se perdió el 25 de julio de 1770 el navio español «Oriflama», procedente de Cádiz i cargado de ricas mercaderías. 51, p. 104; 62, II, p. 22; i 155, p. 316; i estero en 2, 5, p. 136; i Huenchullamí en 156; i rio en 3, II, p. 398 (Alcedo, 1787); i 63, p. 331; i Huanchelunami en 66, p. 263 (Pissis, 1875).

## Población, economía y ecología
El ecosistema formado entre los ríos Junquillar y Huenchullami fue declarado Santuario de la Naturaleza el 23 de octubre de 2017. Un total de 520 há que albergan aves migratorias y vida humana así como un bosque esclerófilo costero con características de bosque valdiviano. Entre las especies del santuario se encuentran más de 24 especies de aves, entre ellas el Phoenicopterus chilensis (flamenco chileno) en estado Raro y Cygnus melanocoryphus (cisne de cuello negro) como Vulnerable, además de 400 especies de abejas y una nueva especie de orquídea, la Bipinnula gabriel (Orchidaceae).